# Stazione meteorologica di Lecce Osservatorio Meteorologico
La stazione meteorologica di Lecce Osservatorio Meteorologico è la storica stazione meteorologica di riferimento relativa alla città di Lecce.

## Storia
La stazione meteorologica venne attivata da Cosimo De Giorgi il 1º dicembre 1874 e dal 1876 entrò a far parte della rete di stazioni del Regio Ufficio Centrale di Meteorologia.
In precedenza, furono effettuate osservazioni meteorologiche anche presso l'Orto Botanico di Lecce tra gli inizi dell'Ottocento e il 1824 da Oronzo Gabriele Costa. Successivamente, nel 1871 le osservazioni vennero riprese privatamente da Oronzo De Giorgi, fino all'inaugurazione dell'osservatorio meteorologico ufficiale avvenuta tre anni dopo. L'originaria ubicazione dell'osservatorio era presso la torre del campanile della chiesa di San Francesco della Scarpa. Tra il 1922 e il 1923 vennero sospese le osservazioni a seguito della morte di De Giorgi. Nel 1924 la stazione meteorologica venne riattivata nella nuova ubicazione presso l'Orto Botanico, dove si erano tenute le prime osservazioni meteorologiche non ufficiali agli inizi dell'Ottocento. Nel corso del Novecento i dati rilevati dalla stazione meteorologica venivano pubblicati negli Annali Idrologici del Ministero dei lavori pubblici: la stazione dell'osservatorio meteosismico afferiva al Compartimento di Pescara fino al 1925 e a quello di Bari dal 1926 in poi. Con la successiva chiusura dell'orto botanico, la stazione meteorologica venne nuovamente riposizionata presso una diversa ubicazione.
Con la regionalizzazione del Servizio Idrografico Nazionale avvenuta alla fine degli anni Novanta, la stazione meteorologica dell'osservatorio meteosismico è entrata a far parte della rete di stazioni della Protezione Civile della Regione Puglia. Nel 2003 la stazione meteorologica tradizionale è stata sostituita da una nuova stazione meteorologica automatica per la trasmissione dei dati in tempo reale. L'attuale ubicazione si trova presso una delle sedi dell'Università del Salento.
Nonostante i cambi di ubicazione e la recente sostituzione degli strumenti meccanici con quelli automatici, l'intera serie storica dei dati rilevati risulta omogenea nel corso del tempo.

## Dati climatologici 1961-1990
In base alle medie di riferimento trentennale 1961-1990 elaborate dall'ENEA sulla base delle osservazioni meteorologiche effettuate in quel trentennio, la temperatura media del mese più freddo, gennaio, è di +9,2 °C, mentre quella del mese più caldo, agosto, si attesta a +25,9 °C. Le precipitazioni medie annue si attestano a 655,6 mm, con un picco tra autunno e inverno e con un minimo estivo.
| Lecce Osservatorio Meteorologico (1961-1990) | Mesi | Mesi | Mesi | Mesi | Mesi | Mesi | Mesi | Mesi | Mesi | Mesi | Mesi | Mesi | Stagioni | Stagioni | Stagioni | Stagioni | Anno  |
| Lecce Osservatorio Meteorologico (1961-1990) | Gen  | Feb  | Mar  | Apr  | Mag  | Giu  | Lug  | Ago  | Set  | Ott  | Nov  | Dic  | Inv      | Pri      | Est      | Aut      | Anno  |
| -------------------------------------------- | ---- | ---- | ---- | ---- | ---- | ---- | ---- | ---- | ---- | ---- | ---- | ---- | -------- | -------- | -------- | -------- | ----- |
| T. max. media (°C)                           | 12,4 | 13,2 | 15,2 | 19,1 | 23,7 | 28,4 | 30,6 | 30,8 | 27,1 | 22,4 | 17,7 | 14,3 | 13,3     | 19,3     | 29,9     | 22,4     | 21,2  |
| T. media (°C)                                | 9,2  | 9,6  | 11,4 | 14,8 | 18,9 | 23,4 | 25,7 | 25,9 | 22,5 | 18,5 | 14,4 | 11,2 | 10,0     | 15,0     | 25,0     | 18,5     | 17,1  |
| T. min. media (°C)                           | 6,0  | 6,0  | 7,6  | 10,5 | 14,1 | 18,4 | 20,7 | 21,1 | 18,0 | 14,7 | 11,1 | 8,1  | 6,7      | 10,7     | 20,1     | 14,6     | 13,0  |
| Precipitazioni (mm)                          | 66,1 | 64,6 | 71,4 | 38,9 | 29,1 | 24,8 | 17,8 | 35,8 | 54,2 | 83,1 | 91,7 | 78,1 | 208,8    | 139,4    | 78,4     | 229,0    | 655,6 |

## Temperature estreme mensili dal 1876 ad oggi
Nella tabella sottostante sono riportate le temperature massime e minime assolute mensili, stagionali ed annuali dal 1876 ad oggi, con il relativo anno in cui si queste si sono registrate; la serie storica esaminata risulta lacunosa nel periodo compreso tra il 1907 e il 1910 e negli anni 1922, 1923 e 1959 mentre i dati registrati dal 2011 in poi sono ancora in attesa di omologazione e di pubblicazione da parte dell'ente gestore.
La temperatura massima assoluta del periodo esaminato è stata di +43,3 °C ed è stata registrata il 24 luglio 2007, mentre la temperatura minima assoluta è stata di -9,2 °C e risale al 4 gennaio 1979.
| Lecce Osservatorio Meteorologico (1876-2023) | Mesi        | Mesi        | Mesi        | Mesi        | Mesi        | Mesi        | Mesi        | Mesi        | Mesi        | Mesi        | Mesi        | Mesi        | Stagioni | Stagioni | Stagioni | Stagioni | Anno |
| Lecce Osservatorio Meteorologico (1876-2023) | Gen         | Feb         | Mar         | Apr         | Mag         | Giu         | Lug         | Ago         | Set         | Ott         | Nov         | Dic         | Inv      | Pri      | Est      | Aut      | Anno |
| -------------------------------------------- | ----------- | ----------- | ----------- | ----------- | ----------- | ----------- | ----------- | ----------- | ----------- | ----------- | ----------- | ----------- | -------- | -------- | -------- | -------- | ---- |
| T. max. assoluta (°C)                        | 22,0 (2007) | 21,8 (2016) | 28,9 (2001) | 30,8 (2013) | 35,4 (1950) | 41,7 (2007) | 43,3 (2007) | 41,8 (1901) | 40,5 (1878) | 34,0 (1932) | 26,5 (1924) | 22,2 (2010) | 22,2     | 35,4     | 43,3     | 40,5     | 43,3 |
| T. min. assoluta (°C)                        | −9,2 (1979) | −6,0 (1932) | −4,1 (1956) | −0,8 (2003) | 3,4 (1886)  | 10,0 (1967) | 11,0 (1948) | 12,1 (1920) | 6,8 (1931)  | 3,0 (1888)  | −0,2 (1915) | −5,5 (1927) | −9,2     | −4,1     | 10,0     | −0,2     | −9,2 |